# Manuel de Ascásubi

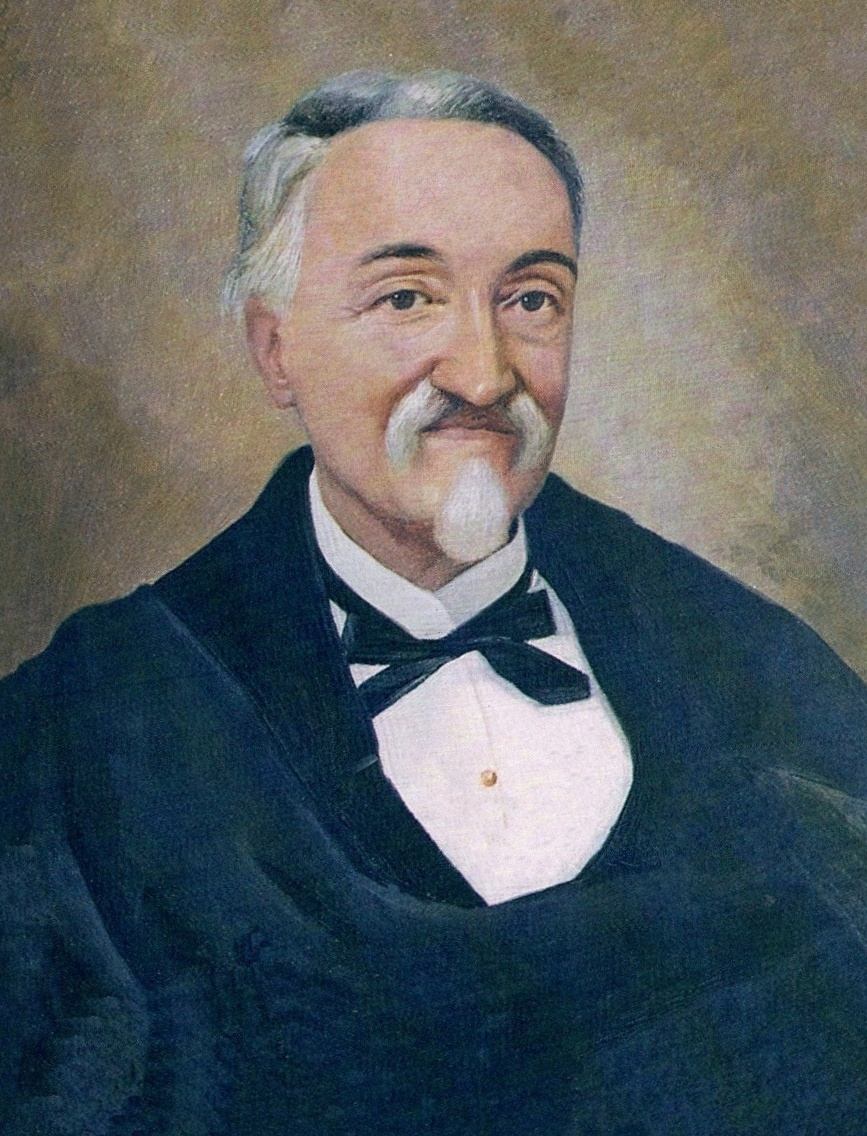
Manuel de Ascásubi y Matheu

Manuel de Ascásubi (Ascázubi) y Matheu (* 30. Dezember 1804 in Quito; † 23. Dezember 1876 ebenda) war ein ecuadorianischer Politiker, der unter anderem als Vizepräsident (1847 bis 1851) von 1849 bis 1850 kommissarischer Präsident von Ecuador war. 1869 war er als Vizepräsident noch einmal kommissarischer Präsident der Republik Ecuador sowie 1875 kurzzeitig Innen- und Außenminister.

## Leben
Manuel de Ascásubi (Ascázubi) y Matheu war der Sohn von José Xavier de Ascázubi y Matheu de Aranda, der sich in der patriotischen Unabhängigkeitsbewegung engagierte, und Mariana de Matheu de Aranda y Herrera. Aufgrund der Teilnahme an der Revolution vom 10. August 1809 (Revolución del 10 de Agosto de 1809) musste sein Vater fliehen und viele Jahre im Untergrund leben, wodurch seine Ausbildung unvollständig und mangelhaft blieb. Er engagierte sich ebenfalls in verschiedenen Bewegungen für die Unabhängigkeit des Landes. Nachdem er die Geburt der Republik Ecuador und ihre Abspaltung von Kolumbien miterlebt hatte, erklärte er seinen Widerstand gegen das Regime von General Juan José Flores. Aus diesem Grund wurde er verfolgt, insbesondere nach der Nacht des 19. Oktober 1833, in der die meisten Mitglieder der Gesellschaft „El Quiteño Libre“, der er angehörte, ermordet wurden. Unter Überwindung vieler Schwierigkeiten gelang ihm die Flucht auf die andere Seite der Nordgrenze, wo er sich mit anderen Flüchtlingen zusammenschloss, um einen bewaffneten Kampf gegen die Regierung Flores vorzubereiten.
Als 1845 in Guayaquil die März-Revolution (Revolución Marcista) ausbrach, schloss sich Ascásubi dieser sofort an und reiste nach Quito, um im Norden des Landes die Bevölkerung von Imbabura für die Sache zu mobilisieren. Kurz darauf wurde er zum stellvertretenden Senator der Provinz Chimborazo gewählt und nahm vom 3. Oktober bis 7. Februar 1846 am Kongress in Cuenca tagte. Später nahm er auch am ordentlichen Kongress teil, der ab dem 15. September 1847 in Quito tagte. Dieser Kongress wählte ihn als Stellvertreter von Vicente Ramón Roca zum Vizepräsidenten der Republik (Vicepresidente de la República del Ecuador). Am Ende von Rocas Amtszeit am 15. Oktober 1849 sollten die Kongressabgeordneten einen neuen Präsidenten wählen. Dabei es allerdings zu einer heftigen politischen Auseinandersetzung zwischen den Kandidaten Diego Noboa und General Antonio Elizalde.

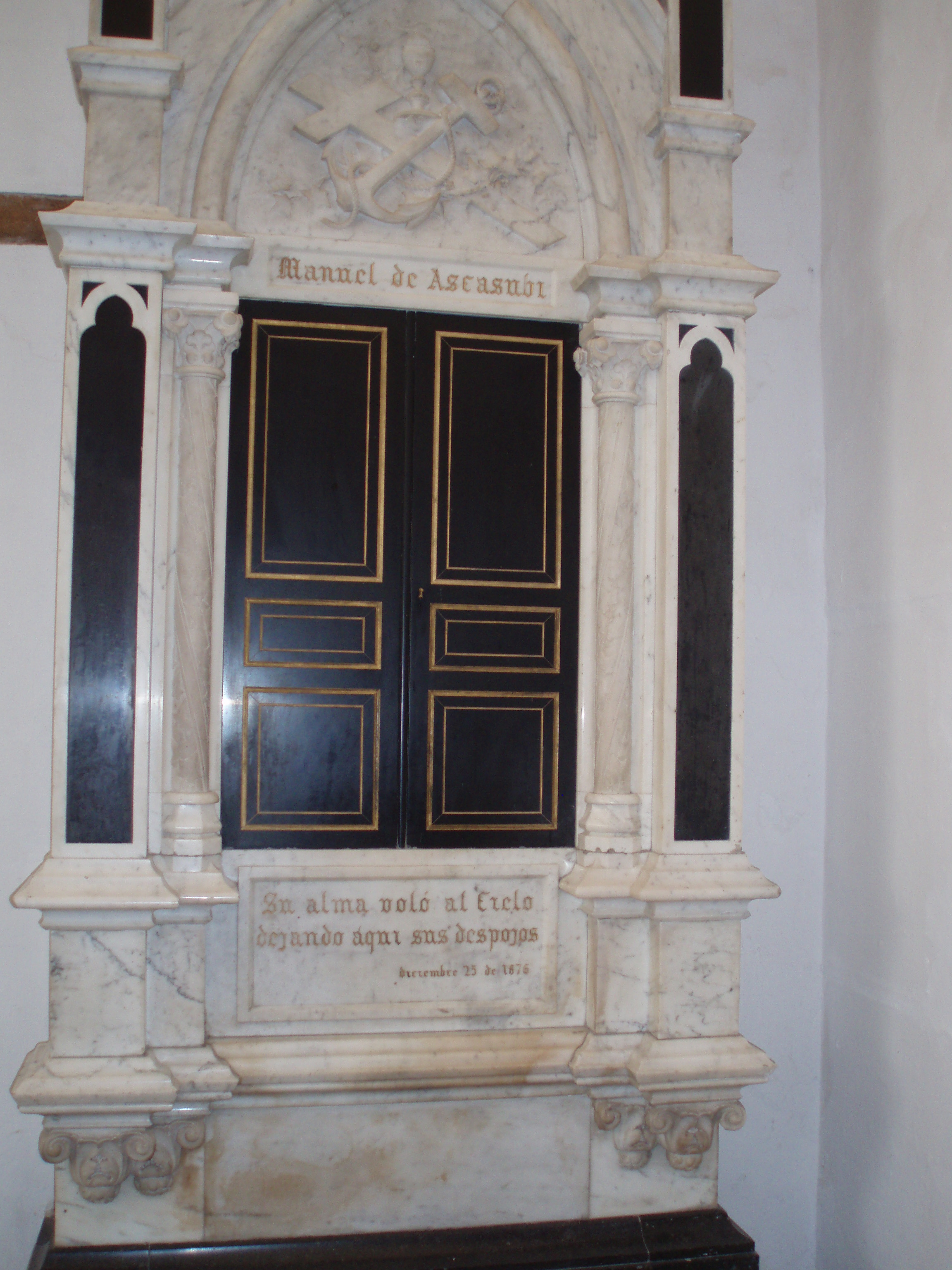
Grabstätte von Manuel de Ascásubi in Quito.

Da keiner von beiden die nötigen Stimmen für das Präsidentenamt erhielt, übergab der Kongress die Macht an Vizepräsident Ascásubi, „einen strengen Mann, der sich in den ereignisreichen Tagen des Unabhängigkeitskampfes Quitos durch herausragende bürgerschaftliche Leistungen hervorgetan hatte und über die Fähigkeiten eines Staatsmannes verfügte…“ Er bekleidete das Amt als kommissarischer Präsident von Ecuador vom 15. Oktober 1849 bis zu seiner Ablösung durch Diego Noboa am 10. Juni 1850 und berief Benigno Malo als Innen- und Außenminister sowie José Javier Valdivieso als Finanzminister in sein Kabinett. Während der kurzen Amtszeit kam es zur Verbessung des Bildungswesens und der Krankenhäuser, der Gründung einer Hebammenschule in Cuenca und der Wiedereröffnung der Seefahrtsschule in Guayaquil. Ferner arbeitete die Regierung auch am Bau einer Brücke über den Río Jubones, um den Handel mit den Provinzen Azuay, Loja und El Oro zu fördern. Allerdings sah sich seine Regierung mit der finanziellen Armut konfrontiert. Zudem brach am 20. Dezember 1849 in Guayaquil unter Führung von General José María Urbina und mit Unterstützung der Obersten Francisco Robles und Guillermo Bodero ein neuer Revolutionsputsch aus. Anfangs gelang es ihm, die Lage unter Kontrolle zu halten, doch mit der Zeit wurde es schwieriger, bis schließlich am 10. Juni 1850 eine Erklärung zugunsten der Diktatur von Diego Noboa seine Amtszeit beendete.
Anschließend diente Manuel de Ascásubi dem Land weiterhin sowohl in der Legislative als auch in der Regierung und war unter anderem zwischen dem 1. Januar und dem 31. Dezember 1861 Präsident des Stadtrates und damit Bürgermeister von Quito. Als Nachfolger von Pedro José de Arteta wurde er am 16. Januar 1869 zunächst kommissarischer Vizepräsident und hatte diese Amt bis zum 16. Mai 1869 inne. Daraufhin löste er am 16. Mai 1869 Gabriel García Moreno als kommissarischer Staatspräsident ab und hatte dieses bis zum 0. August 1869 inne, woraufhin Gabriel García Moreno neuer Präsident wurde. Zuletzt war er während der kommissarischen Präsidentschaft von Francisco Javier León Franco zwischen dem 6. August und dem 6. Oktober 1875 Innen- und Außenminister (Ministro de lo Interior y Relaciones Exteriores).
Aus seiner Ehe mit 	Carmen Salinas de la Vega (1807–1881), Tochter von Juan de Salinas y Zenitagoya (1755–1810) gingen die vier Töchter Avelina Ascázubi Salinas, María Ascázubi Salinas, Dolores Ascázubi Salinas und Josefina Ascázubi Salinas hervor.

## Hintergrundliteratur
- M. Mosquera: Leyes, decretos i resoluciones de la convención nacional i decretos del poder ejecutivo en 1869, Imprenta Nacional, 1870 (Onlineversion)
- Pedro Moncayo: El Ecuador de 1825 a 1875. Sus hombres, sus instituciones y sus leyes, Imprenta nacional, Nachdruck 1906
- Gabriel García Moreno: Cartas: 1868–1875, La Prensa Católica, Nachdruck 1955
- Revista del Centro de Estudios Históricos y Geográficos de Cuenca, Jahrgang 13, Heft 44, El Centro, Cuenca 1959
- Roberto Andrade: Montalvo y García Moreno, Band 2, Editorial J. M. Cajica Jr., 1970